# Таджицька національна енциклопедія
Таджицька національна енциклопедія (тадж. Энсиклопедияи миллии тоҷик; скорочено ЭМТ) — національна енциклопедія Таджикистану, складається та видається в Таджикистані з 2008 року.
Перший том цієї енциклопедії починається на літеру «А» і закінчується словом «Асос» цієї літери.
20 березня 2013 року наукова редакційна колегія Таджицької національної енциклопедії опублікувала другий том багатотомної енциклопедії «Таджицька національна енциклопедія». У другий том перенесено 25 відсотків інформації, що стосується літери «А».

## Зміст
Таджицька національна енциклопедія має як науковий, так і популярний аспекти і є насамперед національною енциклопедією. Енциклопедія містить статті про історію країни, науку, економіку, сільське господарство, культуру, літературу і мистецтво, звичаї, обряди, життя і діяльність видатних діячів, видатних громадських діячів, представників науки та освіти, відомих письменників і ремісників. Також містить розділ статей про всесвітню історію, найважливіші досягнення науки, техніки та світової культури, життя і творчість світових геніїв, які є взірцевими.

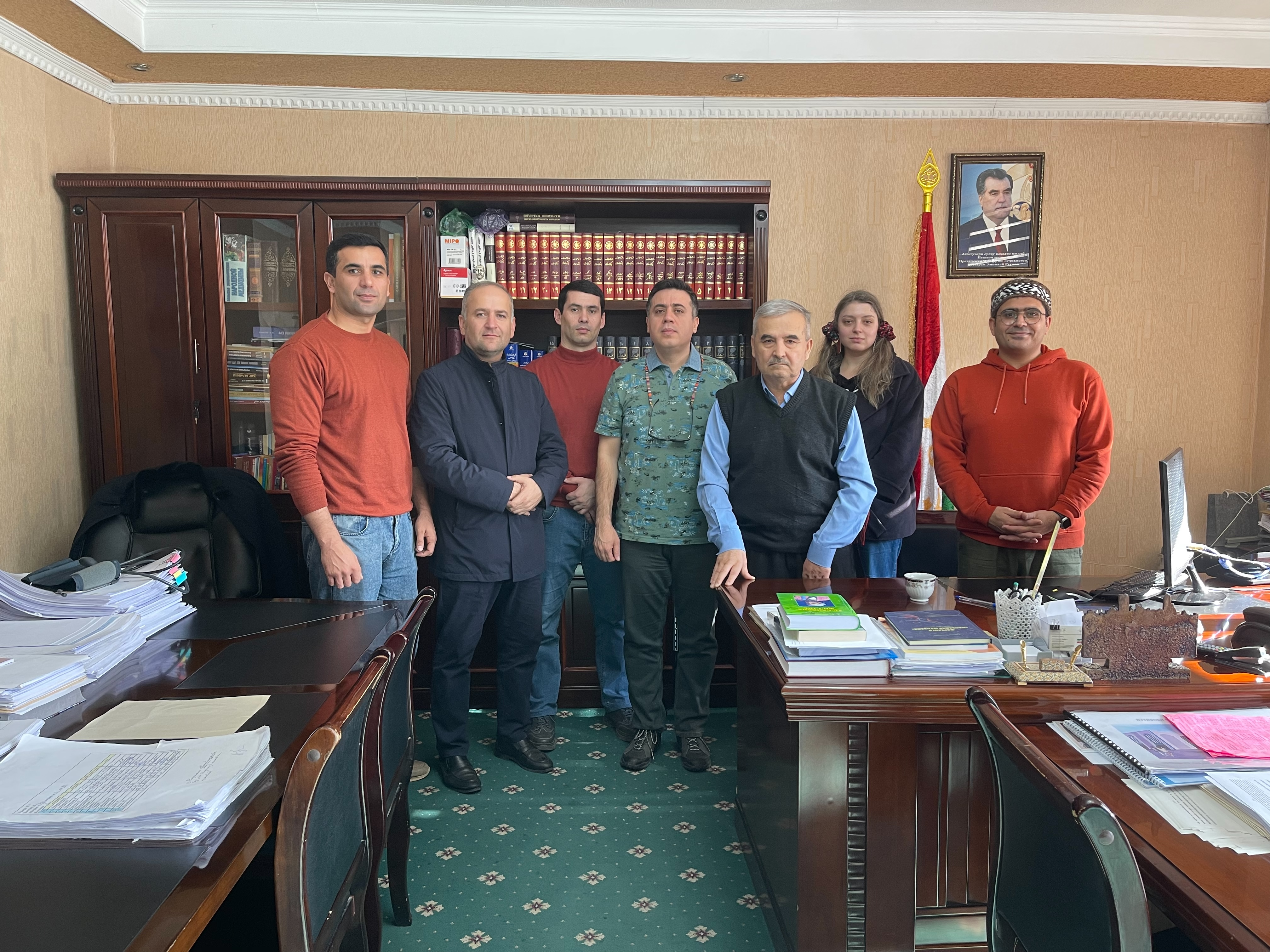
Зустріч редакторів Вікіпедії в Науковій редакції Таджицької національної енциклопедії